# Итапиранга (Амазонас)
Итапиранга (порт. Itapiranga) — муниципалитет в Бразилии, входит в штат Амазонас. Составная часть мезорегиона Центр штата Амазонас. Входит в экономико-статистический микрорегион Итакоатиара. Население составляет 8211 человек на 2010 год. Занимает площадь 4231,15 км². Плотность населения — 1,94 чел./км².

## Границы
Муниципалитет граничит:
- на севере —  муниципалитет Сан-Себастьян-ду-Уатуман
- на востоке —  муниципалитет Урукара
- на юго-востоке —  муниципалитет Урукуритуба
- на юге —  муниципалитет Силвис
- на юго-западе —  муниципалитет Итакуатиара
- на западе —  муниципалитет Риу-Прету-да-Эва
- на северо-западе —  муниципалитет Президенти-Фигейреду

## Демография
Согласно сведениям, собранным в ходе переписи 2010 г. Национальным институтом географии и статистики (IBGE), население муниципалитета составляет:
| Полное население                               | Полное население                               | Полное население                               | Полное население                               | 8211  |
| ---------------------------------------------- | ---------------------------------------------- | ---------------------------------------------- | ---------------------------------------------- | ----- |
| в том числе:                                   | Городское население                            | 6451                                           | Процент городского населения, %                | 78,57 |
|                                                | Сельское население                             | 1760                                           | Процент сельского населения, %                 | 21,43 |
|                                                | Мужское население                              | 4299                                           | Процент мужского населения, %                  | 52,36 |
|                                                | Женское население                              | 3912                                           | Процент женского населения, %                  | 47,64 |
| Плотность населения, чел/км²                   | Плотность населения, чел/км²                   | Плотность населения, чел/км²                   | Плотность населения, чел/км²                   | 1,94  |
| Население муниципалитета в % к населению штата | Население муниципалитета в % к населению штата | Население муниципалитета в % к населению штата | Население муниципалитета в % к населению штата | 0,24  |

По данным оценки 2015 года, население муниципалитета составляет 8953 жителя.

## Важнейшие населенные пункты
| № | Населённый пункт | Населённый пункт (порт.) | Категория | Население чел. (2010) | На карте                       |
| - | ---------------- | ------------------------ | --------- | --------------------- | ------------------------------ |
| 1 | Итапиранга       | Itapiranga               | город     | 6451                  | 2°44′43″ ю. ш. 58°01′34″ з. д. |